# Massacre (Dominika)
Massacre – miasto we Wspólnocie Dominiki, w parafii świętego Pawła. Wieś zamieszkuje 1200 osób.